# Maurice Colin (homme politique)
 (juillet 2025).
Pour les articles homonymes, voir Maurice Colin et Colin.
Maurice Pierre Colin est un homme politique français né le 19 janvier 1859 à Lyon (Rhône) et décédé le 9 septembre 1920 dans le 16e arrondissement de Paris.
Fils d'un industriel lyonnais, il est lauréat du concours général en droit, et avocat au barreau de Paris. Professeur agrégé de droit en 1887, il est affecté à Alger, comme professeur de droit constitutionnel et administratif, devenant aussi avocat au barreau d'Alger. Il écrit de nombreux articles et ouvrages sur le droit algérien. 
Il est député du département d'Alger de 1902 à 1912, inscrit au groupe de l'Union démocratique, avec une activité parlementaire très importante. Il est sénateur de 1912 à 1920, siégeant au groupe de l'Union républicaine. Il est secrétaire du Sénat en 1919.

## Sources
- « Maurice Colin (homme politique) », dans le Dictionnaire des parlementaires français (1889-1940), sous la direction de Jean Jolly, PUF, 1960 [détail de l’édition]